# Brussels Philharmonic Orchestra
 (juin 2022).
Ne doit pas être confondu avec Brussels Philharmonic.
Pour les articles homonymes, voir BPO.
Le Brussels Philharmonic Orchestra (BPO, « Orchestre philharmonique de Bruxelles ») est un orchestre symphonique siégeant à Bruxelles (Belgique). Il n'est pas à confondre avec le Brussels Philharmonic (l'orchestre de la VRT), orchestre fondé en 1935 mais qui porte ce nom similaire depuis 2008.

## Historique
Le Brussels Philharmonic Orchestra a été créé en septembre 2002, à l’initiative d’Antonio Vilardi, directeur artistique du Théâtre Saint-Michel, de Clare Roberts et de Roger Bausier. Le BPO est géré par l‘asbl Presto Vivace, dont les membres sont des mélomanes provenant du monde juridique, de l‘enseignement, des affaires et de la fonction publique. Elle est soutenue depuis de nombreuses années par des institutions publiques, notamment du niveau fédéral via l’agence Belspo, la Région de Bruxelles-Capitale, la Cocof et la Vlaamse Gemeenschapscommissie. Depuis 2014, l'orchestre est sous la direction de David Navarro Turres.

## Répertoire
Le Brussels Philharmonic Orchestra (BPO) est un grand ensemble symphonique créé en 2002, qui a pour but de donner aux jeunes musiciens issus de Conservatoires l’occasion de jouer régulièrement dans un grand ensemble, de les aider ainsi à se perfectionner dans leur art et à se préparer à la vie professionnelle. Il invite aussi souvent des solistes jeunes ou confirmés. Le BPO organise par saison autour de 10 concerts, qui se donnent maintenant au Conservatoire royal de Bruxelles après dix ans passés au Théâtre Saint-Michel à Etterbeek; en outre il joue régulièrement dans des salles prestigieuses à Bruxelles (Palais des Beaux-Arts, Flagey, Wolubilis et autres) ainsi que dans d’autres villes, comme Beringen, Bruges, Courtrai, Coxijde, Hasselt, Namur, Ostende, Tournai, Anvers ou à l’étranger (Lille, Paris).
Sous la baguette de David Navarro Turres, chef permanent depuis 2014, le BPO réunit quelque 50 artistes d‘une vingtaine de pays, formant une phalange de grande qualité. Le BPO propose une programmation diversifiée, ouverte sur le monde : de la musique classique occidentale au répertoire classique sud-américain, de la musique du XVIIIe siècle à la musique la plus actuelle. En 2018 , pour les concerts hommage « Je m’appelle Jacques Brel », l’orchestre s’est illustré à Forest National et au Koningin Elisabethzaal à Anvers et bien sûr au Palais des Beaux-Arts (Bozar), avec notamment le concert d’avril 2016 « L’homme armé, une messe pour la paix », les « Three Letters from Sarajevo », avec le star internationale Goran Bregovic, dans le cadre du Balkan Festival 2017, le Dixit Dominus en décembre 2017 et le Dona Nobis Pacem en février 2019.
De jeunes solistes belges trouvent au sein du BPhO la possibilité d'exprimer leur talent et d'élargir leur notoriété naissante depuis le début du BPO. Le BPO accueille également régulièrement des solistes de grand renom tels que la violoncelliste Camille Thomas, les pianistes Boyan Vodenitcharov, Daniel Blumenthal et Béatrice Berrut, l’étoile montante du chant lyrique Iris Hendrickx, ainsi que des chœurs réputés de Bruxelles comme la Brussels Choral Society, BachWerk, entre autres.
Les programmes des concerts qui comprennent essentiellement de la musique classique, sont cependant très variés, allant du romantique au contemporain, n’hésitant pas à présenter des créations mondiales. Fréquemment des compositeurs belges sont mis à l’honneur. Cette variété est formative pour les musiciens et intéressante pour les auditeurs.

Certaines de celles-ci étant écrites par des Belges : Dirk Brossé, François Glorieux, Jacques Leduc, Frédéric van Rossum, Didier Van Damme, Jan Van der Roost, Frédéric Devreese, Robert Janssens, Max Vandermaesbrugge, August De Boeck, Michel Lysight et Marcel Poot.

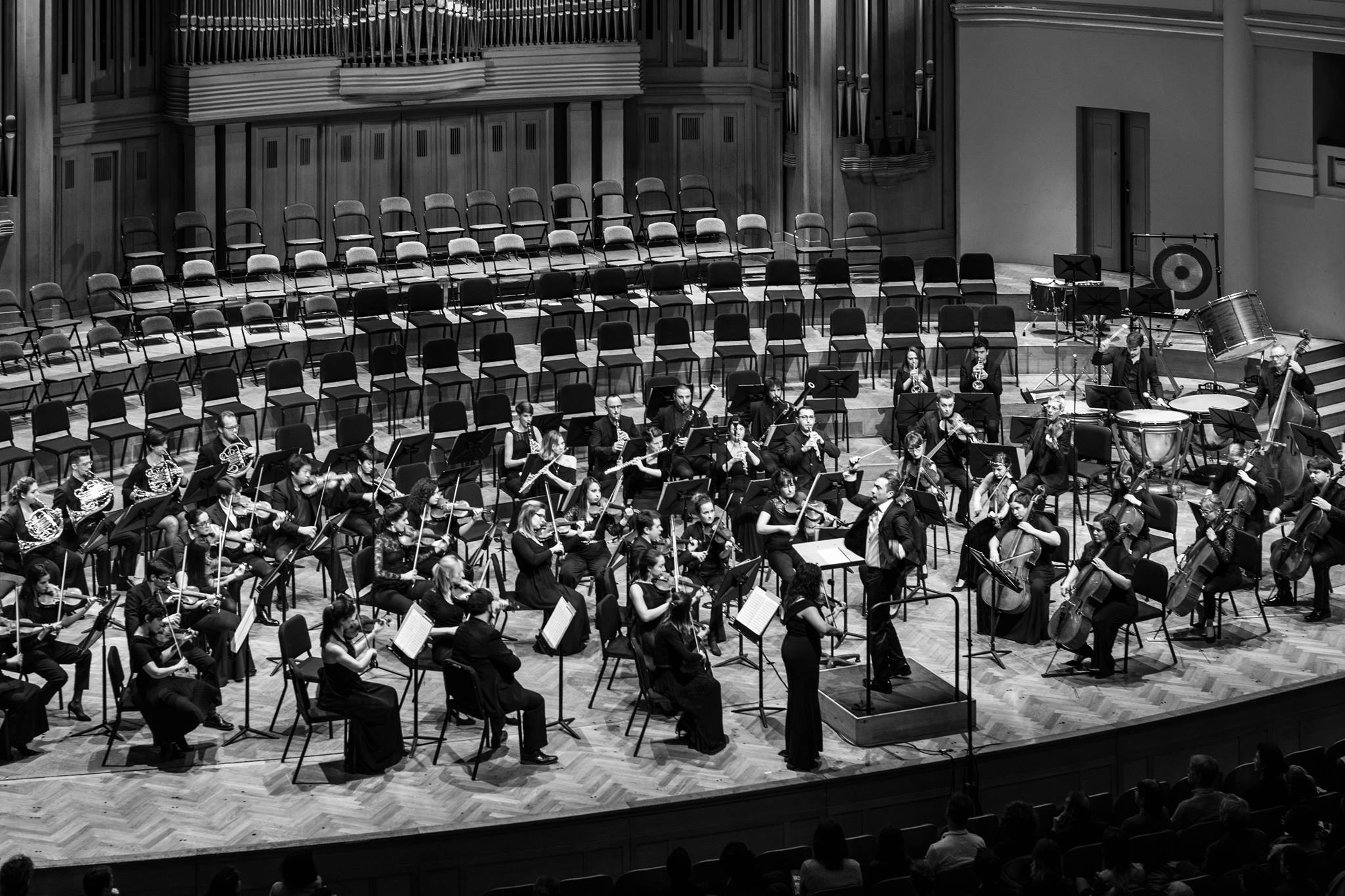
Au Palais des Beaux-Arts

## Musiciens
L'orchestre compte environ 120 musiciens, dont 70 à 80 participent aux concerts en fonction des programmes ; ils sont issus de toutes les classes sociales ; 24 nationalités y sont représentées. Le tout travaille de façon régulière, avec des répétitions hebdomadaires de septembre à avril, dans une ambiance dynamique et jeune.
La qualité des prestations du BPO est généralement reconnue, tant par le public, par des organisateurs d’événements que par les autorités dont plusieurs soutiennent régulièrement le BPO.
Le concertmeister est Laeticia Cellura. Elle est née en 1984 en Belgique et c’est à l’âge de 8 ans que Laeticia commence l'étude du violon. Elle obtient son diplôme de licence avec distinction, ainsi que le titre d’agrégée de l’enseignement secondaire au Conservatoire royal de Bruxelles dans la classe de Shirly Laub. Laeticia Cellura se produit régulièrement au sein de divers orchestres tels que Le Brussels Philharmonic Orchestra, l’Orchestre des Jeunes de l’Union Européenne, « l’Ensemble Sturm und Klang » ou encore l’Orchestre du « Zomeropera ». Ces nombreuses expériences lui ont permis de se produire dans des salles prestigieuses comme le Concertgebouw d’Amsterdam, le Théâtre Royal de La Monnaie et Palais des Beaux-arts de Bruxelles.
Elle joue également en récital avec sa sœur pianiste, Sabrina Cellura, ainsi qu’en tant que soliste dans d’autres orchestres comme « L’Ensemble Vocal et Instrumental du Laetare », « L’Orchestre d’Harmonie du Val d’Heure », ou encore « L’Orchestre de la Chapelle de Tournai ». Musicienne aux multiples facettes, Laeticia s’est lancée récemment dans la pratique du chant lyrique auprès de Françoise Semellaz et Carmelina Catalano.
En février 2019, elle était la soliste pour le Concerto pour violon no 1 de Max Bruch au Palais des Beaux-Arts.

## Événements
Vendredi 30 novembre 2012, au Conservatoire royal de Bruxelles, l'orchestre fête ses dix ans. Au programme du concert, sous la direction de Thanos Adamopoulos :
- en ouverture : Brumalia (première mondiale) de Adrien Tsilogiannis. (Il reçoit le soir même de Robert Janssens le prix de composition de la Sabam) ;
- le Concerto pour violon no 1 en la mineur de Chostakovitch. En soliste : Ermir Abeshi, finaliste du concours Reine Élisabeth de Belgique ;
- la Symphonie no 8 en sol majeur de Dvořák.

Le BPO a également participé au 11e édition du Balkan Trafik en 2017. Au programme était, la collaboration exceptionnelle de l’Orchestre des mariages et enterrements de Goran Bregovićet du Brussels Philharmonic Orchestra. Les deux formations interprèteront la nouvelle création du compositeur cultissime de la bande originale du Temps des Gitans : plus qu’une œuvre, Three Letters from Sarajevo est une ode à la coexistence pacifique des cultures et des religions. Durant ces trois jours, le cinéma des Balkans était de la fête grâce à la Carte blanche du Sarajevo Film Festival.
En 2018, un hommage musical impressionnant a été rendu au plus grand chansonnier que la Belgique ait jamais connu. Le 9 octobre 1978, le « flamand francophone » s’éteignait à l’âge de 49 ans.
Quarante ans après sa mort, Music Hall et Filip Jordens, interprète très apprécié de Brel, célèbrent ce chansonnier, compositeur et auteur de légende, extrêmement talentueux, avec le spectacle « Je m’appelle Jacques Brel ».
Accompagné de ses musiciens, du Brussels Philharmonic Orchestra et de superbes images d’archives, Filip Jordens parcourt l’œuvre foisonnante de Brel et retrace de manière inégalée l’histoire émouvante de sa vie.
Superbes orchestrations de Michel Bisceglia et de Maarten Lingier.